# Myoxanthus scandens
Myoxanthus scandens är en orkidéart som först beskrevs av Oakes Ames, och fick sitt nu gällande namn av Carlyle August Luer. Myoxanthus scandens ingår i släktet Myoxanthus och familjen orkidéer. Inga underarter finns listade i Catalogue of Life.